# Ablabesmyia rhamphe
Ablabesmyia rhamphe är en tvåvingeart som beskrevs av James E. Sublette 1964. Ablabesmyia rhamphe ingår i släktet Ablabesmyia och familjen fjädermyggor. Inga underarter finns listade i Catalogue of Life.